# Mario Pestano
Mario Pestano García (Arico, 8 aprile 1978) è un ex discobolo spagnolo.

## Biografia

### Inizi (1997-2000)
Nato ad Arico (Tenerife, Isole Canarie), ha vissuto i suoi primi anni di vita nel piccolo paese di El Fraile.
Ha iniziato a praticare atletica a 10 anni al Colegio de Las Galletas, per poi andare alla società C. A. Arona dove è diventato campione di Spagna nel lancio del disco nelle categorie cadetti e juniores.
A diciotto anni si trasferisce a León e due anni dopo approda al Club de Atletismo Universidad de León, nel quale ha siglato vari record di Spagna.
Nel 1997 fa il suo esordio internazionale ai campionati europei juniores di Lubiana, dove riuscirà a raggiungere la finale concludendo la sua gara in undicesima posizione.
Due anni dopo, nel 1999, ai campionati europei under 23 riuscirà a conquistare la medaglia di bronzo grazie ad un lancio di 61,73 metri che divenne anche il record nazionale di categoria.
Lo stesso anno, ai campionati mondiali di Siviglia, non andò oltre il turno di qualificazione con la misura di 57,30 m.

### I primi record (2001-2003)
In questi anni ha cambiato molte società prendendo parte ai club: Airtel (2001), Puma Chapin Jerez (2002) ed infine è ritornato al C.A. Arona (2003-2006).
Nel 2001 fece segnare il nuovo primato spagnolo a 65,38 metri, scalzando di soli 6 cm il precedente record di David Martínez che perdurava da circa nove anni (24 aprile 1992).
Durante la stagione migliorò ulteriormente le proprie prestazioni arrivando fino alla misura di 67,92 m.
Nel mese di agosto prese parte ai campionati del mondo di Edmonton 2001 ma ancora una volta non riuscì a qualificarsi per la finale.
Poco dopo riuscì però a conquistare la medaglia di bronzo ai Giochi del Mediterraneo di Tunisi.
Nella stagione successiva Pestano riuscì a conquistare il quarto posto ai campionati europei di Monaco di Baviera grazie ad un lancio a 64,69 m.
Nel 2003, riuscì a conquistare un'altra finale questa volta ai campionati mondiali di Parigi.

### La delusione olimpica (2004)
Durante la stagione 2004 riuscì a migliorare ulteriormente il suo record nazionale arrivando fino alla misura di 68,00 l'8 giugno a Saragozza.
Grazie anche a questi suoi risultati si presentò alle Olimpiadi di Atene con buone aspettative.
Il giorno delle qualificazioni però, dopo aver fatto due lanci nulli, non riuscì ad andare oltre alla misura di 61,69 che lo relegò in tredicesima posizione a pochi centimetri dalla dodicesima posizione, occupata dall'ungherese Zoltán Kővágó, che gli avrebbe permesso di partecipare alla finale.
Poco dopo la fine della gara però, il vincitore Róbert Fazekas tentò di aggirare un test antidoping e fu squalificato dalla competizione.
In seguito a questa squalifica Pestano passò dodicesimo in classifica.
Sul finire della stagione fu chiamato a partecipare alla IAAF World athletics final a Monaco, evento che vede partecipare i migliori 8 atleti al mondo per ogni specialità.
In questa manifestazione riuscì a conquistare il titolo con la misura di 64,11.

### Dai mondiali di Helsinki a quelli di Osaka (2005-2007)
Nel 2005 si trasferisce a Barcellona, per essere seguito dal nuovo allenatore Luis Lizaso Sáinz.
Ai Giochi del Mediterraneo di Almería, grazie ad un lancio a 63,96 riuscì a vincere la medaglia d'oro.
Dopo poco prese parte ai campionati mondiali di Helsinki dove raggiunse l'undicesimo posto.
L'anno successivo, dopo aver disputato la Coppa Europa invernale di lanci, nella quale conquistò la seconda posizione nel lancio del disco con la misura di 63,40, ai campionati europei di Göteborg concluse la sua gara quarto alle spalle dell'estone Aleksander Tammert.
Nella stagione 2007 passa al Club Atletismo Tenerife CajaCanarias.
Dopo aver siglato ancora una volta il nuovo record nazionale spagnolo, il 2 luglio ad Atene grazie ad un lancio a 68,26, si preparò a partecipare ai campionati mondiali di Ōsaka.
In qualificazione al secondo turno lanciò a 63,10 m, decima miglior misura.
In finale riconfermò la sua decima posizione lanciando questa volta a 62,70 metri.
Sul finire della stagione partecipò ancora alla IAAF World athletics final, concludendo quinto nel lancio del disco, con la misura di 63,25.

### Olimpiadi di Pechino (2008)
Il 27 luglio 2008 durante i campionati nazionali spagnoli di Tenerife ha siglato, per l'ennesima volta, il record nazionale di Spagna raggiungendo la misura di 69,50 metri.
Questo suo primato lo fece salire ai vertici della classifica mondiale dell'anno mettendolo così tra i favoriti per la vittoria di una medaglia ai giochi olimpici di Pechino 2008.
Dopo essersi qualificato con la misura di 64,42 (settima misura), in finale lanciò a 63,42 m che però per solo 1 cm non gli basterà per entrare nella finale a 8, l'ungherese Róbert Fazekas lanciò infatti a 63,43.
L'ottava posizione gli avrebbe permesso di effettuare altri 3 tentativi per conquistare il titolo andato poi all'estone Gerd Kanter con la misura di 68,82.
Poco dopo ha partecipato anche alla World Athletics Final dove però ha raccolto solo la settima posizione.

### Gli ultimi anni (2009-oggi)
Il 15 agosto 2009, con il risultato di 62,76 ha raggiunto la decima posizione ai Campionati del mondo in Berlino.
Nel mese di marzo 2010 si è classificato secondo alla Coppa Europa invernale di lanci.
Ai Campionati europei di Barcellona 2010 ha raggiunto la sesta posizione con un lancio a 64,51 metri.
Nella stagione 2011, dopo aver conquistato il suo undicesimo titolo nazionale consecutivo, ha partecipato ai Campionati mondiali di Taegu.
Sceso in pedana nelle qualificazioni il 29 agosto ha superato il turno con la terza misura a 65,13 ma il giorno successivo, in finale, non è riuscito ad andare oltre all'undicesima posizione con un lancio a 63 metri.

## Record nazionali
Mario Pestano ha stabilito vari record nazionali spagnoli.

### Seniores
- Lancio del disco 69,50 m ( Santa Cruz de Tenerife, 27 luglio 2008)

### Under 23
- Lancio del disco 61,73 m ( Göteborg, 1º agosto 1999)

## Palmarès
| Anno | Manifestazione          | Sede              | Evento           | Classifica | Risultato | Note             |
| ---- | ----------------------- | ----------------- | ---------------- | ---------- | --------- | ---------------- |
| 1997 | Europei juniores        | Lubiana           | Lancio del disco | 11º        | 47,60 m   |                  |
| 1999 | Europei under 23        | Göteborg          | Lancio del disco | Bronzo     | 61,73 m   | Record nazionale |
| 1999 | Mondiali                | Siviglia          | Lancio del disco | 30º        | 57,30 m   |                  |
| 1999 | Universiadi             | Palma di Maiorca  | Lancio del disco | 11º        | 55,77 m   |                  |
| 2001 | Mondiali                | Edmonton          | Lancio del disco | 22º        | 56,58 m   |                  |
| 2001 | Universiadi             | Pechino           | Lancio del disco | 10º        | 58,05 m   |                  |
| 2001 | Giochi del Mediterraneo | Tunisi            | Lancio del disco | Bronzo     | 63,71 m   |                  |
| 2002 | Europei                 | Monaco di Baviera | Lancio del disco | 4º         | 64,69 m   |                  |
| 2003 | Mondiali                | Parigi            | Lancio del disco | 8º         | 64,39 m   |                  |
| 2004 | Olimpiadi               | Atene             | Lancio del disco | 12º        | 61,69 m   | [ 14 ]           |
| 2005 | Giochi del Mediterraneo | Almería           | Lancio del disco | Oro        | 63,96 m   |                  |
| 2005 | Mondiali                | Helsinki          | Lancio del disco | 11º        | 62,75 m   |                  |
| 2006 | Europei                 | Göteborg          | Lancio del disco | 4º         | 64,84 m   |                  |
| 2007 | Mondiali                | Osaka             | Lancio del disco | 10º        | 62,70 m   |                  |
| 2008 | Olimpiadi               | Pechino           | Lancio del disco | 9º         | 63,42 m   |                  |
| 2009 | Mondiali                | Berlino           | Lancio del disco | 10º        | 62,76 m   |                  |
| 2010 | Europei                 | Barcellona        | Lancio del disco | 6º         | 64,51 m   |                  |
| 2011 | Mondiali                | Taegu             | Lancio del disco | 11º        | 63,00 m   |                  |
| 2012 | Europei                 | Helsinki          | Lancio del disco | 4º         | 63,87 m   | [ 15 ]           |
| 2012 | Olimpiadi               | Londra            | Lancio del disco | 14º        | 63,40 m   |                  |
| 2013 | Mondiali                | Mosca             | Lancio del disco | 12º        | 61,88 m   |                  |
| 2014 | Europei                 | Zurigo            | Lancio del disco | 6º         | 62,31 m   |                  |

## Campionati nazionali
- 13 volte campione nazionale di lancio del disco (2001/2013)
- 3 volte nel lancio del disco categoria promesse (1998/2000)
- 1 volta nel lancio del disco categoria juniores (1995)

## Altre competizioni internazionali
1999
- 4º in Coppa Europa (First League) ( Atene), getto del peso - 56,76 m

2000
- Bronzo ai Campionati ibero-americani ( Rio de Janeiro), lancio del disco - 57,17 m
- 4º in Coppa Europa (First League) ( Bærum), lancio del disco - 58,20 m

2001
- 9º in Coppa Europa invernale di lanci ( Nizza), lancio del disco - 56,96 m
- Argento in Coppa Europa ( Brema), lancio del disco - 65,60 m

2002
- 4º in Coppa Europa invernale di lanci ( Pola), lancio del disco - 61,52 m
- Argento in Coppa Europa (First League) ( Siviglia), lancio del disco - 64,02 m
- Bronzo in Coppa del mondo ( Madrid), lancio del disco - 64,64 m

2003
- Argento in Coppa Europa invernale di lanci ( Gioia Tauro), lancio del disco - 63,71 m
- 5º in Coppa Europa ( Firenze), lancio del disco - 60,52 m

2004
- Argento in Coppa Europa invernale di lanci ( Malta), lancio del disco - 62,00 m
- Oro in Coppa Europa (First League) ( Istanbul), lancio del disco - 66,42 m
- Oro ai Campionati ibero-americani ( Huelva), lancio del disco - 63,84 m
- Oro alla World Athletics Final ( Monaco), lancio del disco - 64,11 m

2005
- 4º in Coppa Europa invernale di lanci ( Mersin), lancio del disco - 62,57 m
- Oro in Coppa Europa ( Firenze), lancio del disco - 66,29 m
- Oro al DécaNation ( Parigi), lancio del disco - 63,53 m

2006
- Argento in Coppa Europa invernale di lanci ( Tel Aviv), lancio del disco - 63,40 m
- Bronzo in Coppa Europa ( Malaga), lancio del disco - 62,35 m

2007
- Argento in Coppa Europa (First League) ( Vaasa), lancio del disco - 63,07 m

2008
- Oro in Coppa Europa ( Annecy), lancio del disco - 68,34 m

2009
- Bronzo agli Europei a squadre ( Leiria), lancio del disco - 64,66 m
- Argento al DécaNation ( Parigi), lancio del disco - 64,94 m

2010
- Argento in Coppa Europa invernale di lanci ( Arles), lancio del disco - 63,78 m
- Oro ai Campionati ibero-americani ( San Fernando), lancio del disco - 63,01 m

2013
- Oro al Meeting international Mohammed VI d'athlétisme ( Rabat), lancio del disco - 65,79 m
- Argento al Janusz Kusocinski Memorial ( Stettino), lancio del disco - 63,96 m
- Argento agli Europei a squadre ( Gateshead), lancio del disco - 61,34 m
- 4º al Meeting de Atletismo Madrid ( Madrid), lancio del disco - 61,63 m

2014
- Argento al Meeting Iberoamericano de Atletismo ( Huelva), lancio del disco - 63,85 m
- 5º agli Europei a squadre ( Braunschweig), lancio del disco - 62,12 m

## Riconoscimenti
- È stato insignito del Premio Joven Canarias nel 2006.